# Sphaerozetes subintectus
Sphaerozetes subintectus är en kvalsterart som beskrevs av Sellnick 1931. Sphaerozetes subintectus ingår i släktet Sphaerozetes och familjen Ceratozetidae. Inga underarter finns listade i Catalogue of Life.